# Staine
Staine är en sjö i Sorsele kommun i Lappland och ingår i Umeälvens huvudavrinningsområde. Sjön har en area på 0,28 kvadratkilometer och ligger 774,5 meter över havet. Staine ligger i Vindelfjällen Natura 2000-område.

## Delavrinningsområde
Staine ingår i det delavrinningsområde (731872-149060) som SMHI kallar för Mynnar i Stainejaure. Medelhöjden är 806 meter över havet och ytan är 7,61 kvadratkilometer. Det finns inga avrinningsområden uppströms utan avrinningsområdet är högsta punkten. Vattendraget som avvattnar avrinningsområdet har biflödesordning 4, vilket innebär att vattnet flödar genom totalt 4 vattendrag innan det når havet efter 410 kilometer. Avrinningsområdet består mestadels av skog (12 procent) och kalfjäll (81 procent). Avrinningsområdet har 0,37 kvadratkilometer vattenytor vilket ger det en sjöprocent på 4,9 procent.